# Manucoco
Manucoco, também conhecido como Gunung Manucoco ou Monte Manucoco, é uma montanha na Ilha de Ataúro, subdistrito do Distrito de Díli, em Timor-Leste, com altitude de 995 metros. Ele fica perto da extremidade sul da Ilha de Ataúro, na ponta mais a oeste do Estreito de Wetar, a aproximadamente 25 quilômetros (16 mi) ao norte de Díli, a capital da nação. 
A topografia acidentada das terras altas da ilha é um resultado da erosão dos vulcões originalmente submarinos e que depois se elevaram acima do nível do mar, datados do período Neogeno, com cristas e encostas íngremes, com o Monte Manucoco formando o ponto mais alto. Os níveis superiores da montanha (acima de uma altitude de 700 metros) ainda levar a manchas de uma floresta de montanha semi-tropical ombrófila em vales abrigados, cobrindo cerca de 40 quilômetros quadrados. A montanha, juntamente com toda a Ilha de Ataúro, tem sido identificada como uma Zona Importante para Aves pela BirdLife International, porque oferece subsistência a populações de vários espécies de aves nativas de Timor e de Wetar.

## Galeria

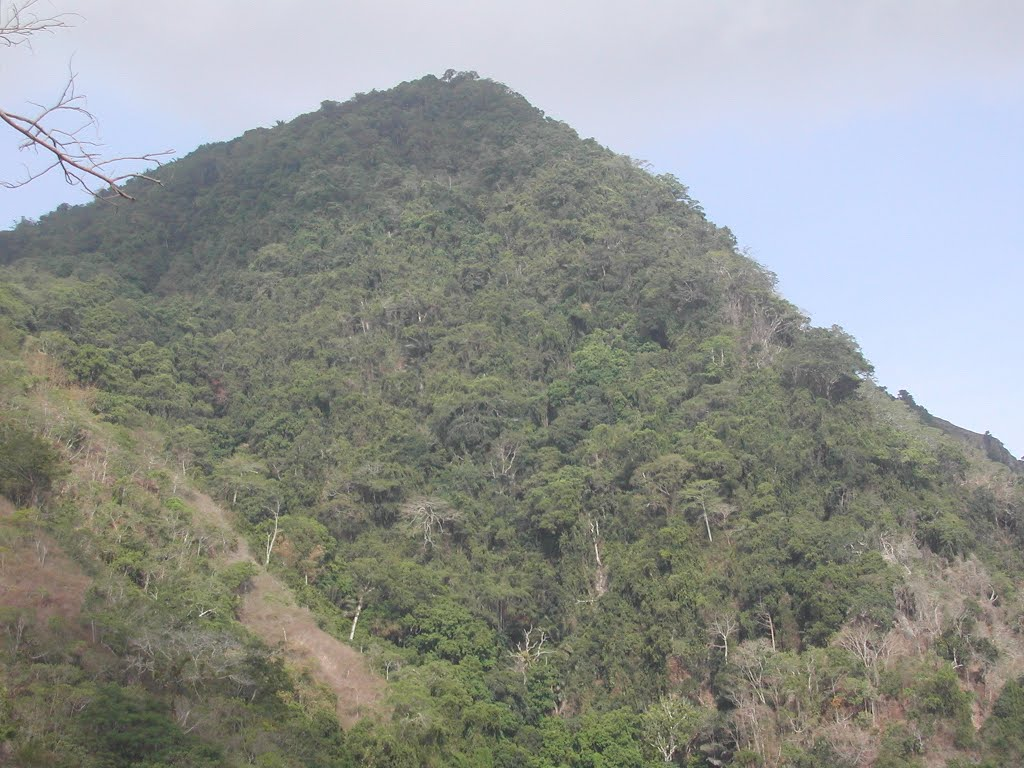
Detalhe da floresta de montanha próxima ao topo do Manucoco
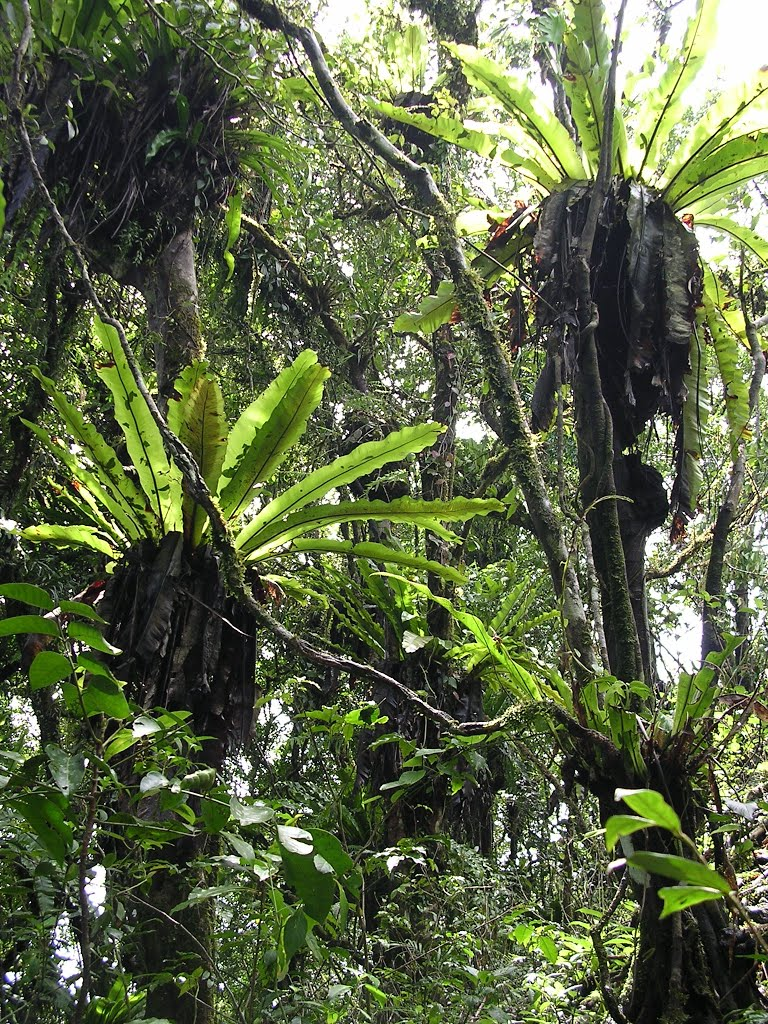
Ninhos de aves em meio à vegetação
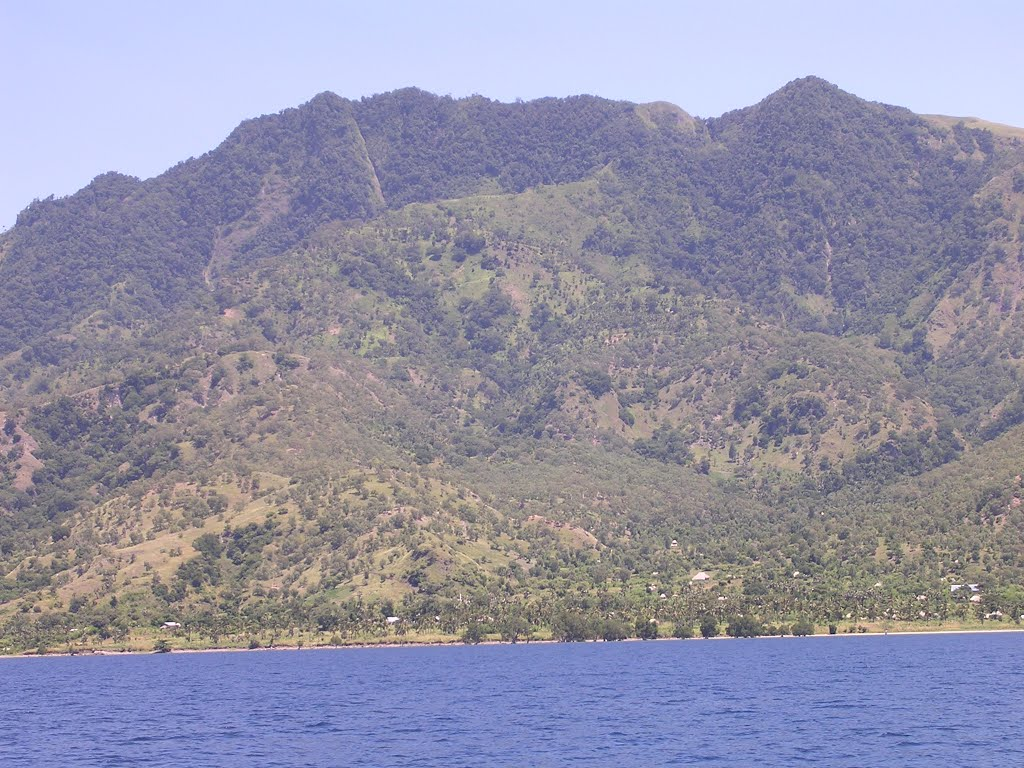
Vista do monte Manucoco desde o nível do mar